# St. Mary's of Aransas
St. Mary's of Aransas è una città fantasma degli Stati Uniti d'America della contea di Refugio nello Stato del Texas. Si trovava vicino all'attuale comunità di Bayside.